# Classe Protector
La classe Protector, ou Classe Otago est une classe de  deux patrouilleurs côtiers exploités par la Royal New Zealand Navy (RNZN) depuis 2010. Les navires sont nommés HMNZS Otago (P148) et HMNZS Wellington (P149).

## Historique

### Origine du design

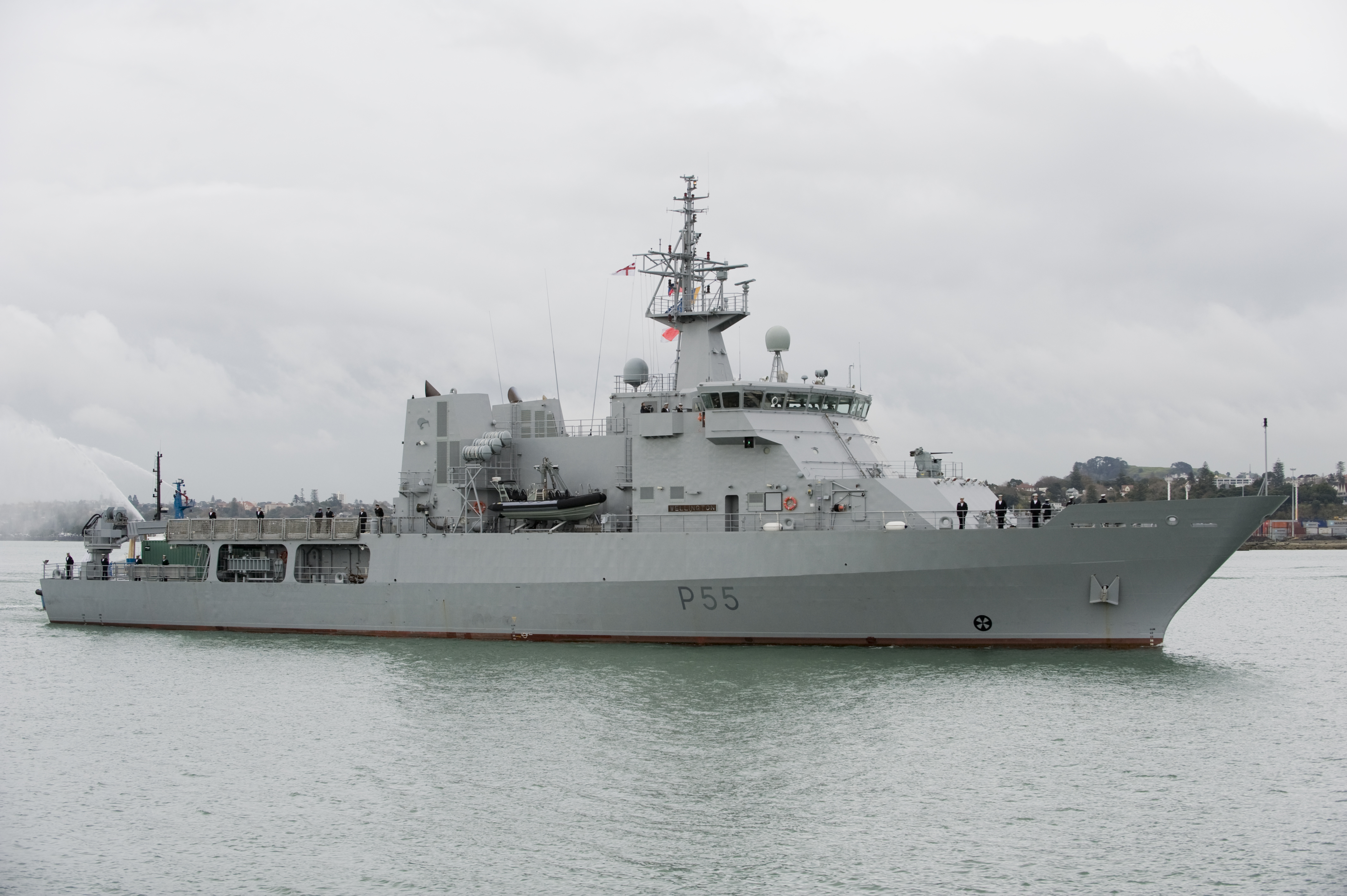
HMNZS Wellington en 2010

Les navires ont été conçus par Vard Marine (connu sous le nom de STX Canada Marine et anciennement Kvaerner Masa Marine) et sont basés sur des conceptions antérieures en service avec la Marine irlandaise (depuis 1999) et la Mauritian Coast Guard (depuis 1996).
Cependant, la conception adoptée est considérablement améliorée, en ce sens que le service naval irlandais n'inclut plus d'installations d'hélicoptères dans ses conceptions après l'échec des opérations d'hélicoptères du LÉ Eithne (P31). La conception actuelle du navire est conforme à toutes les exigences opérationnelles en matière de patrouille et d'intervention, de transport et de manutention des cargaisons, de maintien en mer pour les opérations de bateau en mer et d'hélicoptère, et offre un niveau de confort élevé pour les membres d'équipage et les représentants de l'agence cliente.
Depuis 2014, après le rachat de STX Marine par le groupe norvégien Vard, qui fait partie de Fincantieri, le design est désormais appelé le Vard 7 85M.

### Royal New Zealand Navy
Le ministère de la Défense a lancé un appel à l'enregistrement en juillet 2002 et signé un contrat avec Tenix Defence (plus tard BAE Systems) en juillet 2004. La première unité, le HMNZS Otago a été lancé le 18 novembre 2006 à Melbourne, Australie. La date de livraison initialement prévue pour le HMNZS Otago était avril 2007, puis a été révisée au début de 2008.
Le HMNZS Wellington a été lancé le 27 octobre 2007 avec une date de livraison initiale mai/juin 2008.
Alors que les navires sont capables de transporter le Kaman SH-2G Seasprite (en) le 30 octobre 2007, la marine a annoncé l'acquisition d'un hélicoptère utilitaire léger Agusta A.109 pour la formation et le déploiement sur les navires néo-zélandais.
Conçu dans le cadre du Project Protector (en), le projet du ministère de la Défense consistait à acquérir un navire polyvalent, deux navires offshore et quatre patrouilleurs côtiers. Les navires du projet Protector seront exploités par le RNZN pour effectuer des tâches pour et avec le Service des douanes de la Nouvelle-Zélande, le Ministère de la Conservation, le Ministère des affaires étrangères et du commerce, le Ministère des pêches, es Affaires maritime de Nouvelle-Zélande et la police néo-zélandaise. La politique du gouvernement et de la marine était que les navires soient destinés à exercer des fonctions de protection des ressources dans la Zone économique exclusive, le Pacifique Sud et l'océan Austral, afin de libérer les deux frégates de la classe Anzac pour d'autres besoins. Cependant, avec la capacité de transporter et d'entretenir un hélicoptère armé de missiles, leur capacité d'intervention d'urgence est limitée.

### Garde côtière du Sri Lanka
Trois navires similaires construits sur le même modèle Vard 7 85M ont été construits par Colombo Dockyard pour la Garde côtière du Sri Lanka.

## Galerie

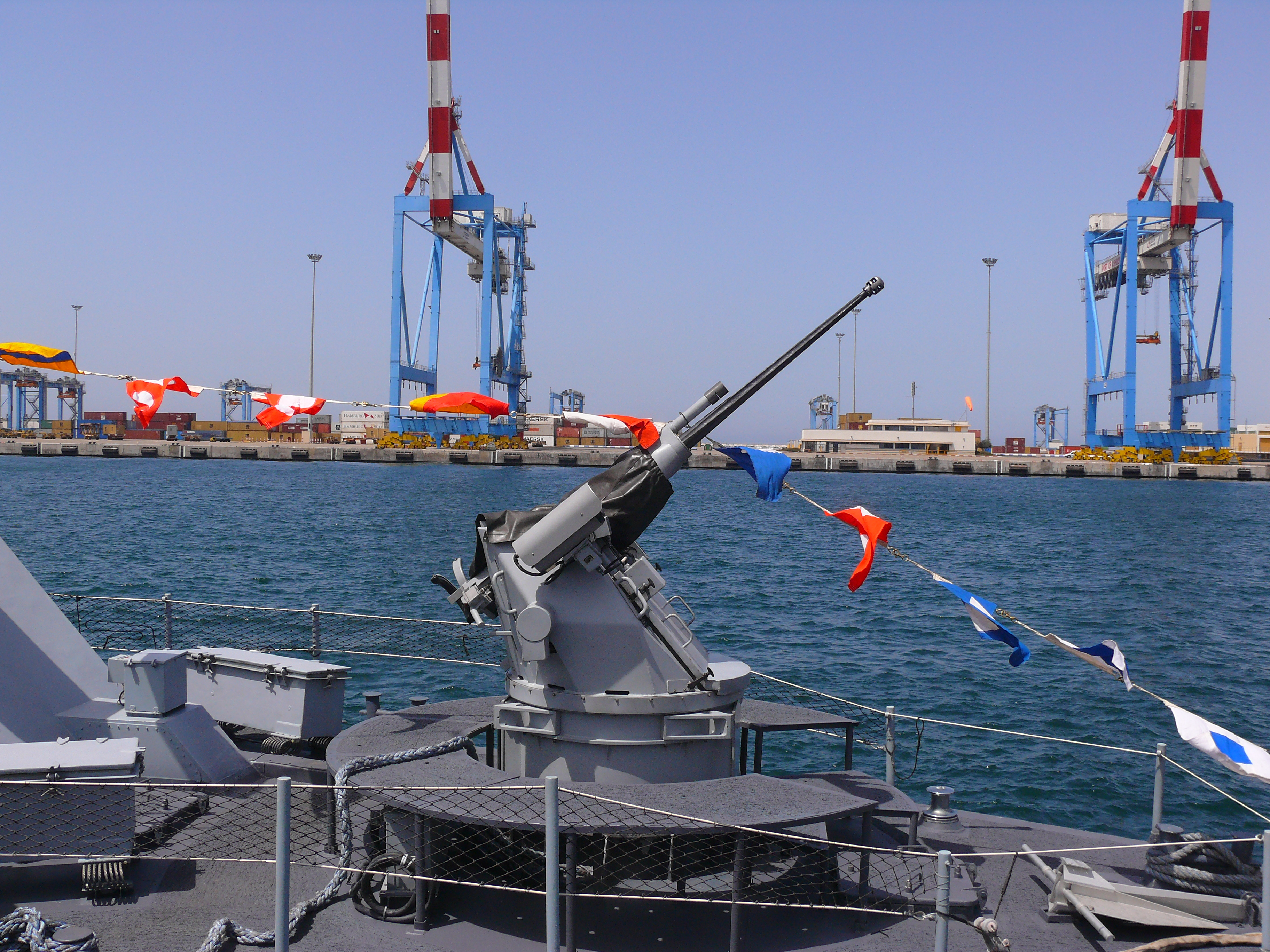
Typhoon sur classe Shaldag